# フィアット CR.32
フィアット CR.32
- 用途：戦闘機
- 分類：複葉機
- 設計者：チェレスティーノ・ロザテッリ
- 製造者：フィアット
- 運用者：イタリア王国空軍、ハンガリー空軍、スペイン空軍ほか
- 生産数：1052機
- 運用開始：1935年
- 退役：1953年（スペイン空軍）

フィアット CR.32 （Fiat CR.32） はスペイン内戦 （Guerra civile spagnola） と第二次世界大戦でイタリア空軍 （Regia Aeronautica） によって使用された複葉式の戦闘機。当時は最もすばらしい複葉戦闘機のうちの1つに数えられたが、より先進的デザインの単葉機によって追い越され、第二次大戦開戦時の1939年には時代遅れになっており、当時貧弱であった爆撃戦力や夜間戦闘任務へと回されることとなった。愛称は「クリケット（Cricket、コオロギの意）」。

## 概要
CR.32はフィアット CR.30を設計の母体に据えて技師チェレスティーノ・ロザテッリ （Celestino Rosatelli） によって開発され、そのデザインが生かされた流線形な胴体を特徴とする。2翅プロペラは同社製の600馬力エンジン、フィアット A.30によって駆動された。主翼は下翼が短くなっており、セスキプラン（一葉半の意。単葉機と複葉機の中間を狙った設計）の影響を受けていた。
武装はエンジンカバーの上に2丁の7.7 mmか12.7 mm SAFAT機関銃を装備した。後期には機首上面に2丁のプロペラ同調式12.7mm Breda SAFATと下翼にプロペラを避けて左右1丁ずつの7.7mm Breda SAFATを備えたものもある。
本機は運動性がよく、また機体構造も頑丈であり、格闘戦志向の強かったイタリア空軍に最適の機体特性であった。

## 戦歴
フィアット CR.32 はテスト期間が終わると直ちにイタリア王国空軍から生産発注が行われ、1939年5月までに2型（bis）、3型（tris）、4型（quarter）合わせて1,052機が配備された。スペイン内戦に義勇軍として送られ、ソ連製のI-15やI-16を圧倒する活躍を見せたが、優秀過ぎたため更新が遅れた側面もあった。第二次世界大戦では緒戦で連合軍と正面から戦うことになったが、新型機が配備された1942年以降は夜間対地攻撃任務へ回された。
1933年には中華民国から16機が発注され、日本軍の侵攻に対して戦った。戦闘の初期には戦果も上げたが、1937年12月の南京陥落までに全機が失われた。
オーストリア陸軍航空隊に配備されたCR.32bisは、国がドイツに併合された後、部隊ごとJG54(第54戦闘航空団)の一部となり、初期ドイツ空軍の装備として使われた。

## 各型解説
- CR.30： 12.7 mm または 7.7 mm 機銃 2挺、600 hp フィアット A.30 V型12気筒水冷エンジン装備
- CR.32： 12.7 mm または 7.7 mm 機銃 2挺、600 hp フィアット A.30 RAbis エンジン装備。1934年3月から1936年2月にかけてイタリア空軍に配備。
- CR.32bis： 近接支援型。12.7 mm または 7.7 mm 機銃 2挺のほか、爆弾架を持ち、100 kg までの爆装が可能。
- CR.32ter： CR.32bis の改良型
- CR.32quater： CR.32ter の改良型。無線を装備したほか、軽量化を図り高度 3,000 m で 356  km/h の速度を記録した。イタリア空軍向けに 337  機生産。
- CR.33： 3 機のみ試作
- CR.40： 1 機のみ試作。ブリストル・マーキュリー IV 星型エンジン装備
- CR.40bis： 1 機のみ試作
- CR.41： 1 機のみ試作
- HA-132L： スペインのイスパノ・スイザで生産されたquater仕様の機体。練習機としては1953年まで使用された。

## 使用国
- イタリア王国：イタリア王国空軍
- アルゼンチン：アルゼンチン空軍
- オーストリア：オーストリア空軍
- スペイン： スペイン空軍
- 中華民国：中華民国空軍
- ドイツ国：ドイツ空軍
- パラグアイ：パラグアイ空軍
- ハンガリー王国：ハンガリー空軍
- ベネズエラ：ベネズエラ空軍

## 仕様（CR.32）
- 乗員： 1 名
- 全長： 7.47 m[1]
- 全幅： 9.5 m[1]
- 全高： 2.36 m
- 翼面積： 22.1 m2
- 空虚重量： 1,455 kg
- 全備重量： 1,975 kg
- エンジン： フィアット A30 RA-bis V12 600 hp × 1 基[1]
- 最大速度： 360 km/h[1]
- 航続距離： 781 km
- 上昇限度： 8,800 m
- 上昇力： 毎秒 9 m
- 武装： ブレダ・SAFAT 7.7 mm × 2
- 爆装： 最大 100 kg